# Vier-Nationen-Turnier in Brasilien (Frauenfußball)
Das Vier-Nationen-Turnier in Brasilien ist ein Einladungsturnier für Nationalmannschaften im Frauenfußball, das von 2009 bis 2016 jeweils im Dezember stattfand. Zunächst wurde das Turnier in São Paulo als „Torneio Internacional Cidade de São Paulo“ veranstaltet, 2013 dann erstmals in Brasília als „Torneio Internacional de Brasília“. Die Spiele fanden im Estádio do Pacaembu bzw. Estádio Mané Garrincha statt. Nachdem es 2017 und 2018 keine Austragung gab, gab es Ende August/Anfang September 2019 im neuen Format als „Torneio Internacional Feminino de Seleções“ wieder ein Turnier mit vier Mannschaften. Rekordsieger ist Gastgeber Brasilien mit sieben Titeln. Brasilien nahm aber als einzige Mannschaft immer teil, Chile kommt auf fünf und Mexiko auf vier Teilnahmen. Bisher nahm noch kein amtierender Weltmeister am Turnier teil und auch keine Mannschaften aus Afrika und Ozeanien. Nur 2010, 2013 und 2014 nahmen mit Brasilien und Kanada bzw. den USA zwei Mannschaften aus den Top 10 der FIFA-Weltrangliste teil, ansonsten nur Brasilien als einzige Top-10-Mannschaft.
Brasilien veranstaltete bereits 1996 in Campinas ein Turnier für vier Frauenmannschaften an dem Russland, die Ukraine und die USA teilnahmen.

## Modus
Von 2009 bis 2016 spielte jede Mannschaft zunächst gegen jede der drei anderen Mannschaften. Anders als bei den meisten derartigen Turnieren spielten anschließend der Gruppenerste und -zweite im Finale um den Turniersieg sowie der Gruppendritte gegen den -vierten um Platz 3. Wenn es in den Finalspielen keinen Sieger gab, gab es keine Verlängerung und kein Elfmeterschießen, sondern die Platzierung nach den ersten Spielen war für die endgültige Platzierung entscheidend. Bei Punktgleichheit entschied die Tordifferenz. 2019 gab es nur zwei Halbfinalspiele, deren Sieger um Platz 1 spielten und deren Verlierer um den dritten Platz spielten, wobei es bei einem Unentschieden nach 90 Minuten ein Elfmeterschießen gab. 2021 spielte nur jede Mannschaft gegen jede andere Mannschaft.
Da die FIFA die Spiele als Freundschaftsspiele wertet, z. B. für die Berechnung der FIFA-Weltrangliste können bis zu sechs Spielerinnen ausgewechselt werden.

## Die Turniere im Überblick
| Jahr         | Spielort  | Finale     | Finale        | Finale     | Spiel um Platz drei | Spiel um Platz drei | Spiel um Platz drei |
| Jahr         | Spielort  | Sieger     | Ergebnis 1    | 2. Platz   | 3. Platz            | Ergebnis 1          | 4. Platz            |
| ------------ | --------- | ---------- | ------------- | ---------- | ------------------- | ------------------- | ------------------- |
| 2009 Details | São Paulo | Brasilien  | 5:2           | Mexiko     | China               | 2:0                 | Chile               |
| 2010 Details | São Paulo | Kanada*    | 2:2 (0:0)     | Brasilien* | Niederlande         | 2:1                 | Mexiko              |
| 2011 Details | São Paulo | Brasilien* | 2:1           | Dänemark   | Italien             | 3:2                 | Chile               |
| 2012 Details | São Paulo | Brasilien* | 2:2 (2:1)     | Dänemark   | Mexiko              | 2:0                 | Portugal            |
| 2013 Details | Brasília  | Brasilien* | 5:0           | Chile      | Kanada*             | 1:0                 | Schottland          |
| 2014 Details | Brasília  | Brasilien* | 0:0 (3:2)     | USA*       | China               | 0:0 (6:0)           | Argentinien         |
| 2015 Details | Natal     | Brasilien* | 3:1           | Kanada     | Mexiko              | 2:1                 | Trinidad & Tobago   |
| 2016 Details | Manaus    | Brasilien* | 5:3           | Italien    | Russland            | 1:0                 | Costa Rica          |
| 2019 Details | São Paulo | Chile      | 0:0 5:4 i. E. | Brasilien* | Costa Rica          | 3:1                 | Argentinien         |
| 2021 Details | Manaus    | Brasilien* | (Ligasystem)  | Chile      | Venezuela           | (Ligasystem)        | Indien              |

Anmerkung: Mit „*“ gekennzeichnete Mannschaften waren zum Turnierzeitpunkt amtierende kontinentale Meister.

## Ranglisten
| Rang | Land                | Titel | Jahr(e)                                        | 2. | 3. | 4. |
| ---- | ------------------- | ----- | ---------------------------------------------- | -- | -- | -- |
| 1    | Brasilien           | 8     | 2009, 2011, 2012, 2013, 2014, 2015, 2016, 2021 | 2  | /  | /  |
| 2    | Chile               | 1     | 2019                                           | 2  | /  | 2  |
| 3    | Kanada              | 1     | 2010                                           | 1  | 1  | /  |
| 4    | Dänemark            |       |                                                | 2  | /  | /  |
| 5    | Mexiko              |       |                                                | 1  | 2  | 1  |
| 6    | Italien             |       |                                                | 1  | 1  | /  |
| 7    | USA                 |       |                                                | 1  | /  | /  |
| 8    | China               |       |                                                | /  | 2  | /  |
| 9    | Costa Rica          |       |                                                | /  | 1  | 1  |
| 10   | Niederlande         |       |                                                | /  | 1  | /  |
|      | Russland            |       |                                                | /  | 1  | /  |
|      | Venezuela           |       |                                                | /  | 1  | /  |
| 13   | Argentinien         |       |                                                | /  | /  | 2  |
| 14   | Indien              |       |                                                | /  | /  | 1  |
|      | Portugal            |       |                                                | /  | /  | 1  |
|      | Schottland          |       |                                                | /  | /  | 1  |
|      | Trinidad und Tobago |       |                                                | /  | /  | 1  |

| Rang | Konföderation | Titel | 2. | 3. | 4. |
| ---- | ------------- | ----- | -- | -- | -- |
| 1    | CONMEBOL      | 9     | 2  | 1  | 4  |
| 2    | CONCACAF      | 1     | 3  | 4  | 3  |
| 3    | UEFA          | /     | 3  | 3  | 2  |
| 4    | AFC           | /     | /  | 2  | 1  |
| 5    | CAF           | /     | /  | /  | /  |
|      | OFC           | /     | /  | /  | /  |

| Jahr | Spielerinnen                                                     | Tore |
| ---- | ---------------------------------------------------------------- | ---- |
| 2009 | Marta                                                            | 7    |
| 2010 | Marta                                                            | 6    |
| 2011 | Érika                                                            | 4    |
| 2012 | Fabiana Baiana Sofia Huerta Johanna Rasmussen Line Røddik Hansen | 2    |
| 2013 | Debinha Marta                                                    | 3    |
| 2014 | Carli Lloyd                                                      | 5    |
| 2015 | Marta                                                            | 7    |
| 2016 | Bia Zaneratto                                                    | 5    |
| 2019 | Priscilla Chinchilla                                             | 2    |
| 2021 | Kerolin                                                          | 4    |